# 357-ма піхотна дивізія (Третій Рейх)
357-ма піхотна дивізія (Третій Рейх) (нім. 357. Infanterie-Division) — піхотна дивізія Вермахту, що входила до складу німецьких сухопутних військ у роки Другої світової війни.

## Історія
357-ма піхотна дивізія сформована 7 листопада 1943 року на навчальному центрі «Центр» (нім. Truppenübungsplatz Mitte) поблизу Радома в Генеральній губернії під час 21-ї хвилі мобілізації вермахту з рештки розформованих та розгромлених 327-ї, 32-ї, 39-ї,52-ї та 106-ї піхотних дивізій. Основну частину поповнення персоналу складали молоді новобранці 1926 року народження.
8 березня 1944 року сталося перше застосування дивізії в бойових умовах. Дивізія у складі XXXXVIII танкового корпусу вступила біля Озерної на північний захід від Тернополя в бій із завданням відкинути противника через Серет на східний берег і таким чином забезпечити розвантаження 359-ї піхотної дивізії, яка згодом підходила до поля битви. З 10 по 15 березня у жорстоких боях проти Червоної армії дивізії вдалося закріпитися на лінії фронту, та влаштувати хоча і слабку, але потужну на вузлових опорних пунктах по західному берегу Серету оборону. Протягом наступних кількох тижнів 357-ма дивізія билася під Тернополем.
Надалі билася в Бескидах, у східній Словаччині, у Карпатах, за Дукельський перевал. До травня 1945 року була розбита в боях у Чехословаччині та капітулювала радянським військам під Дойче-Бродом.

## Райони бойових дій
- Польща (листопад 1943 — березень 1944);
- СРСР (південний напрямок) (березень — серпень 1944);
- Чехословаччина, Австрія (серпень 1944 — травень 1945).

## Командування

### Командири
- генерал-лейтенант Вольфганг фон Клюге (нім. Wolfgang von Kluge) (1 грудня 1943 — 1 квітня 1944);
- генерал-майор Кнут Ебердінг (нім. Knut Eberding) (1 квітня — 10 травня 1944);
- генерал-майор Норберт Гольм (нім. Norbert Holm) (10 травня — 12 вересня 1944);
- генерал-лейтенант Йозеф Рінтелен (нім. Josef Rintelen) (12 вересня 1944 — 8 травня 1945).

### Підпорядкованість
| Час          | Корпус              | Армія | Група армій (округ)            | Штаб                        |
| ------------ | ------------------- | ----- | ------------------------------ | --------------------------- |
| 1943         |                     |       |                                |                             |
| грудень      | формування          |       |                                | Радом                       |
| 1944         |                     |       |                                |                             |
| січень       | формування          |       |                                | Радом                       |
| 8 березня    | XLVIII тк           | 4 ТА  | Група армій «Південь»          | Тернопіль                   |
| 4 квітня     | XLVIII тк           | 4 ТА  | Група армій «Південна Україна» | Тернопіль                   |
| 15 липня     | XLVIII тк           | 1 ТА  | Група армій «Південна Україна» | Тернопіль/Львів             |
| 2 серпня     | XXIV тк             | 1 ТА  | Група армій «Південна Україна» | Бескиди                     |
| 31 серпня    | XXIV тк             | 1 ТА  | Група армій «Південна Україна» | Карпати/Дукельський перевал |
| 23 вересня   | XXIV тк             | 1 ТА  | Група армій «A»                | Дукельський перевал         |
| 5 листопада  | XI ак               | 1 ТА  | Група армій «A»                | Карпати                     |
| 26 листопада | LVII тк             | 6 А   | Група армій «Південь»          | Будапешт                    |
| 1945         |                     |       |                                |                             |
| січень       | LVII тк             | 6 А   | Група армій «Південь»          | Грен                        |
| 1 лютого     | тк «Фельдхернхалле» | 8 А   | Група армій «Південь»          | Грен                        |
| 30 квітня    | тк «Фельдхернхалле» | 8 А   | Група армій «Австрія»          | Дойче-Брод                  |

## Склад
| 1943                                   |
| -------------------------------------- |
| 944-й гренадерський полк               |
| 945-й гренадерський полк               |
| 946-й гренадерський полк               |
| 357-й артилерійський полк              |
| 357-й фузилерний дивізіон              |
| 357-й протитанковий дивізіон           |
| 357-й інженерний батальйон             |
| 357-ме дивізійне управління постачання |
| 357-й дивізійний батальйон зв'язку     |